# Круглич Геннадій Михайлович
Геннадій Михайлович Круглич (1 серпня 1925, місто Біла Церква, тепер Київської області — 6 січня 2000 року, Київ) — український радянський діяч, слюсар-складальник Київського заводу автоматики імені Г. І. Петровського. Герой Соціалістичної Праці (25.07.1966). Член ЦК КПУ в 1976—1986 р. Депутат Верховної Ради УРСР 7—10-го скликань.

## Біографія
Народився в родині робітника.
Освіта середня спеціальна. У 1941 році закінчив ремісниче училище.
З 1941 року — токар Харківського заводу «Серп і молот», токар Новотрубного заводу у місті Первоуральську Свердловської області РРФСР.
З 1945 року — токар, слюсар-складальник Київського заводу автоматики № 308 імені Г. І. Петровського Міністерства суднобудівної промисловості СРСР (з режимних вимог завод в ті роки часто офіційно називався Київськими механічними майстернями або приладобудівним заводом).
Член КПРС з 1968 року.
Написав у співавторстві книгу: Круглич Г. М.,  Тамарин Н. И. . Мастер на все руки. – К.: Техніка, 1986. – 72 с. [Архівовано 13 квітня 2017 у Wayback Machine.]
Після виходу на пенсію проживав у місті Києві. Похований в Києві на Міському кладовищі «Берківці».

## Нагороди
- Герой Соціалістичної Праці (25.07.1966)
- орден Леніна (25.07.1966)
- орден Трудового Червоного Прапора (10.03.1981)
- медалі